# Anta de Pata do Cavalo
L'Anta de Pata do Cavalo  est un dolmen  situé dans la freguesia de Azinheira dos Barros e São Mamede do Sádão (pt), sur le territoire de la municipalité de Grândola (district de Setúbal, Portugal),. 
Le mot anta est l'équivalent portugais d'« ante » (pilier terminal d'un temple grec ou romain), mais il est aussi employé pour désigner les pierres d'un dolmen ou le dolmen lui-même. Environ 5 000 structures mégalithiques de ce type ont été construites au Néolithique dans l'ouest de la péninsule Ibérique par les successeurs de la culture de la céramique cardiale ou Cardial.
Il est classé Immeuble d'intérêt public (Catégorie IIP)  depuis 1990 .

## Description

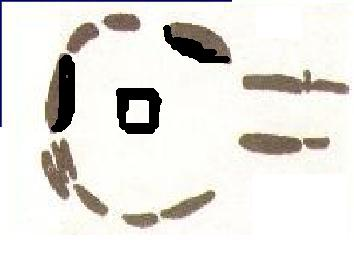
Plan de l'anta de Pata do Cavalo

Ce monument mégalithique, datant d'environ 2000 av. J.-C., se compose d'une chambre rectangulaire avec quatre petits orthostates et d'une crypte polygonale mesurant environ 6 m de diamètre, formé de huit orthostates de dimensions considérables. Ces deux zones sont accessibles par un couloir rectiligne. Des vestiges du tumulus d'origine sont encore visibles.
Lors des fouilles menées par une équipe du Service géologique du Portugal, un grand mobilier archéologique a été trouvé comprenant des vases en céramique, une plaque de schiste gravée, des poinçons, ainsi que plusieurs lames de schiste et de silex.